# Neue Pinakothek

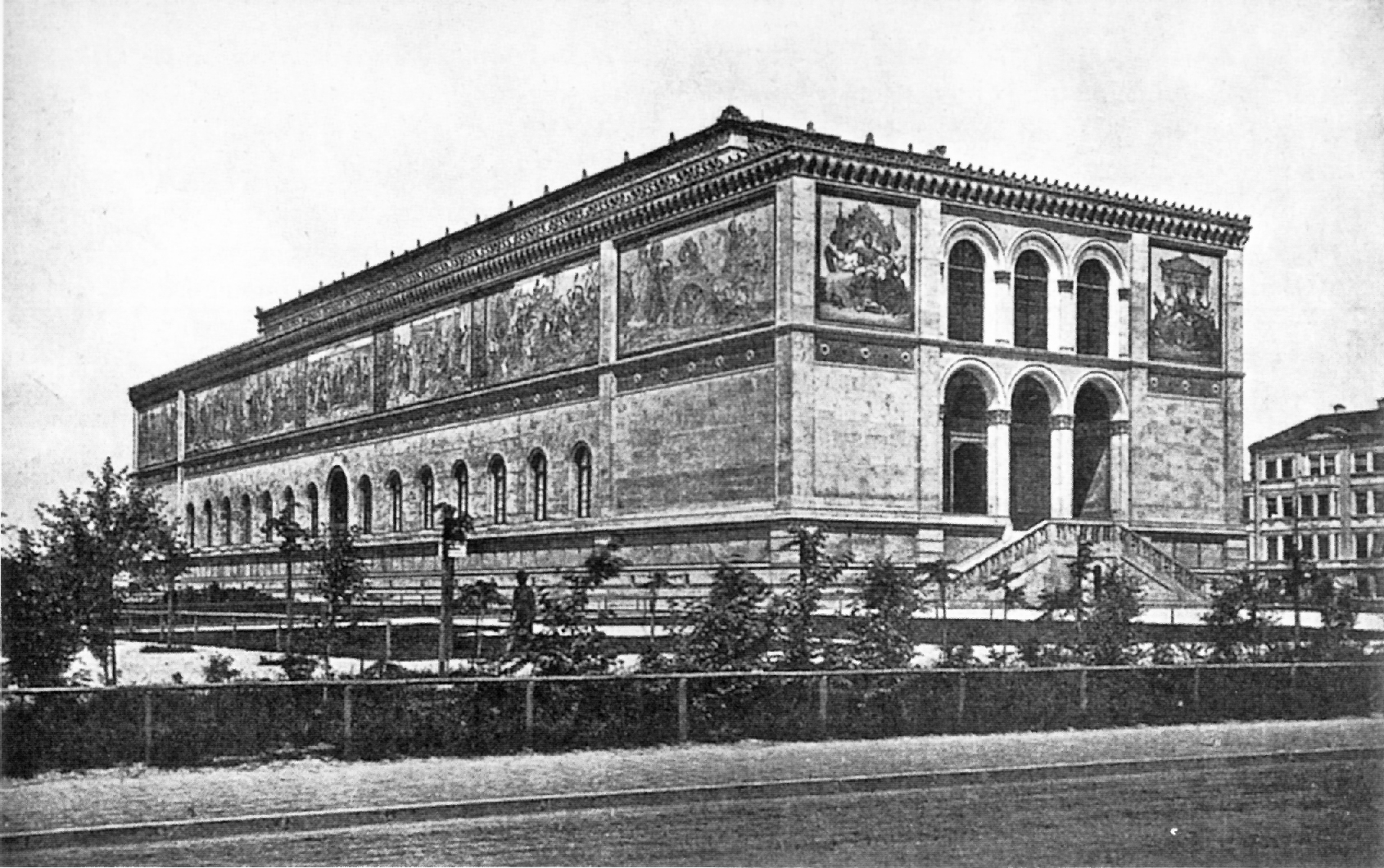
Neue Pinakothek (1880)

A Neue Pinakothek (Új Képtár; görög eredetű neve, a pinakotheke - πινακοθήκη képtárat jelent) a 19. századra koncentráló európai képzőművészeti gyűjtemény Münchenben, a Kunstareal területén. 1853-ban alapította I. Lajos bajor király, mint a vele szemben lévő épületben 1836 óta létező Alte Pinakothek (Régi Képtár) párját. A Neue Pinakothek volt világviszonylatban is az első szépművészeti múzeum, amelyik a kortárs művészek alkotásait gyűjtötte és mutatta be.
A mai, mintegy 6000 darabból álló festmény- és szoborgyűjtemény a felvilágosodás idejétől, Goya és Jacques-Louis David munkásságától egészen Vincent van Gogh és Paul Cezanne alkotásaiig, azaz a késői 18. századtól a 20. század elejéig  terjedő időszakot fogja át. A képviselt fő művészeti irányzatok a klasszicizmus, a romantika, a szecesszió és az impresszionizmus.
A múzeumban őrzött alkotások a Bajor Állami Képgyűjtemény részét képezik.

## Az épület
Az eredeti épület 1846-1853 közt Friedrich von Gärtner és August von Voit tervei alapján épült, majd elpusztult a második világháború idején. 1949-ben teljesen el kellett bontani. Alexander Freiherr von Branca tervezett egy teljesen új posztmodern épületet, amelyet 1981-ben nyitottak meg.

## A gyűjteményről
Ebben a képtárban a modern festők művei, főleg német festők találhatók. Gazdag a müncheni iskola festőinek anyaga, köztük: Franz von Lenbach, Wilhelm von Kaulbach, Spitzweg, Arnold Böcklin (például Hullámok játéka, Pán), Hans Makart (A föld adományai). Ebben a képtárban található a magyar Id. Markó Károly Menekülés Egyiptomba c. képe és Munkácsy Mihály: Látogatás c. alkotása. A Neue Pinakothek grafikai és festménygyűjteményét gazdag szoborgyűjtemény egészíti ki, jeles német szobrászok, például Konrad Eberhard (1768-1859), Adolf von Hildebrand (1847-1921), Max Klinger (1847-1921) mellett több Auguste Rodin szobor is található.
Az eddig említettek, továbbá a Pinakothek der Moderne illetve a Museum Brandhorst XX. és a XXI. századi alkotásaival valamint a Türkentor (átépítés 2010 májusig) együttesen egyedülálló képgyűjteményi egységet képeznek.

### Enteriőrök a képtárból

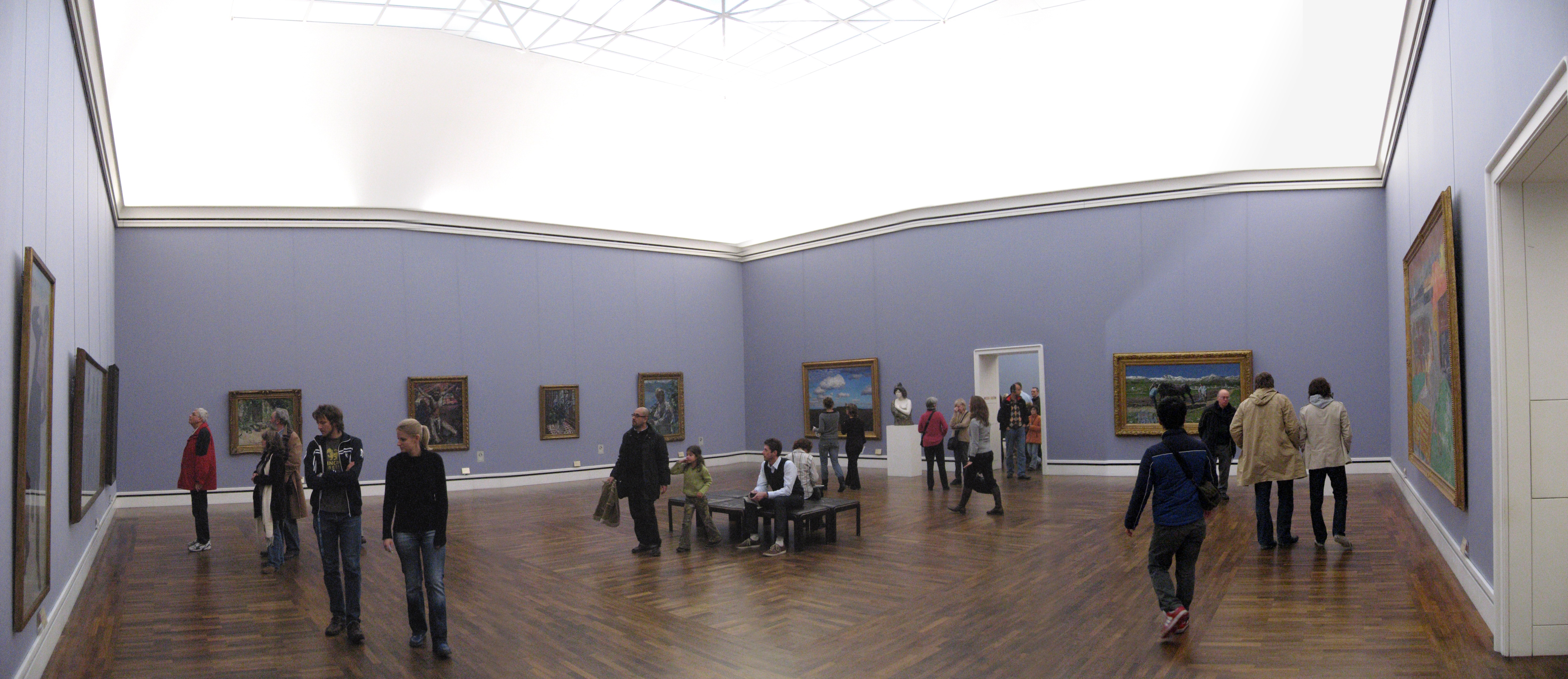
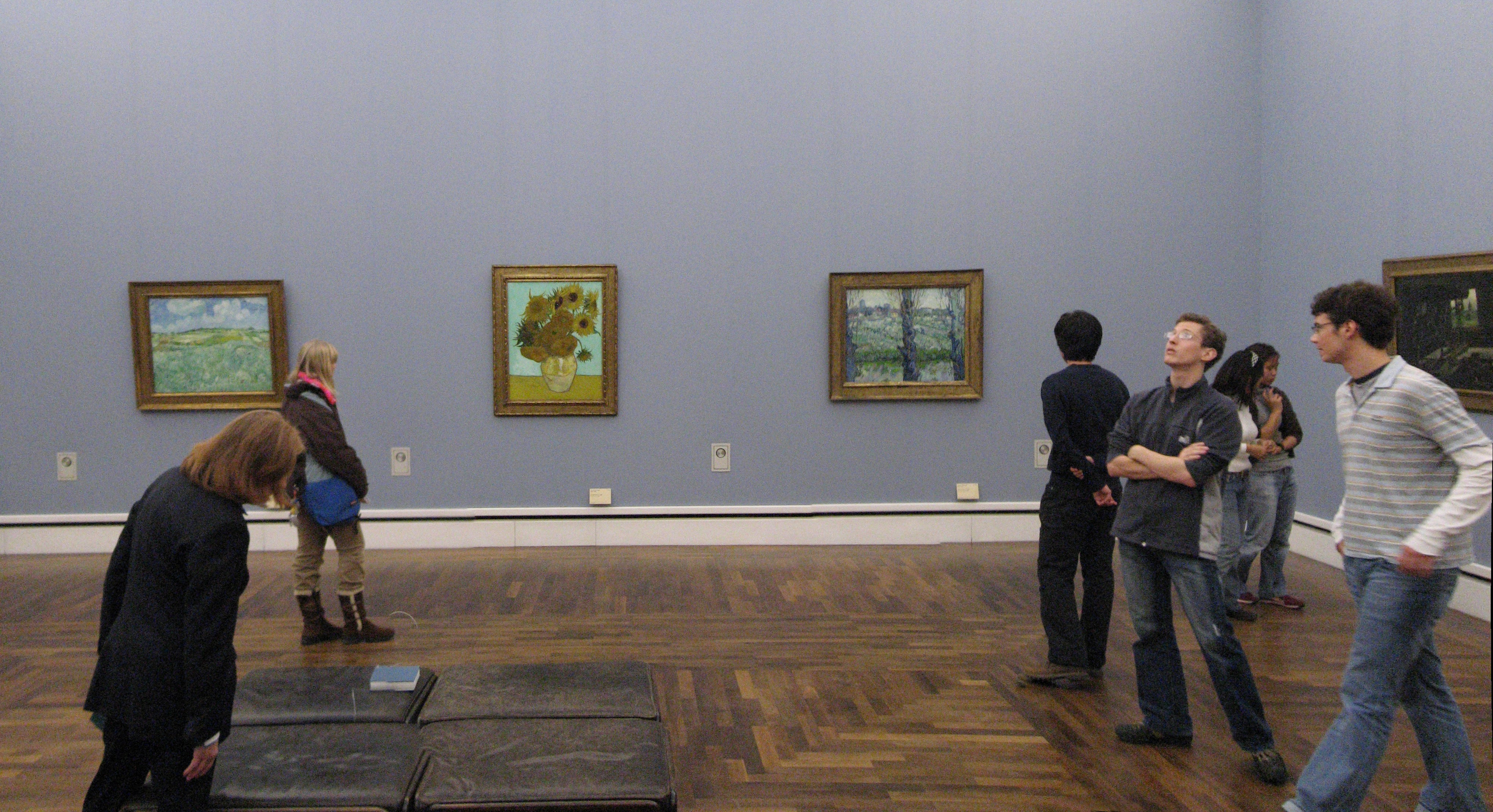
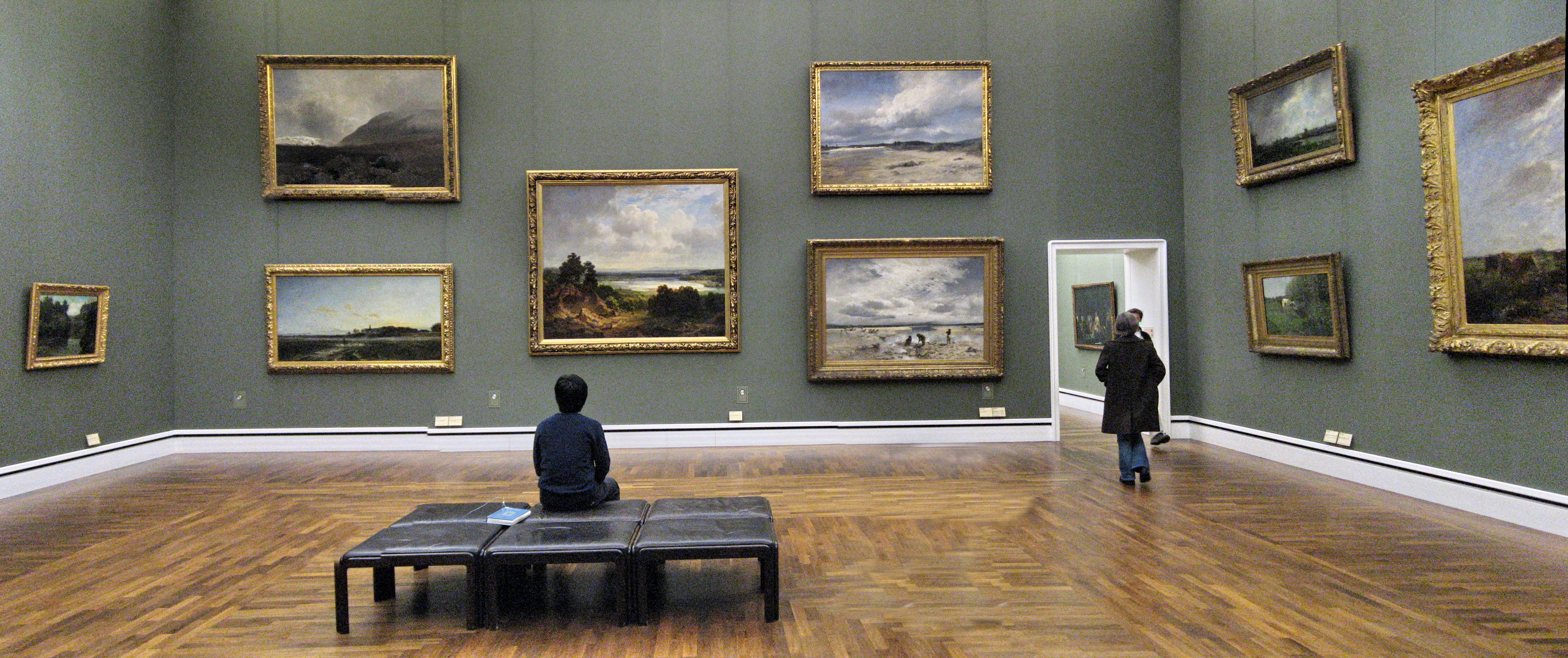
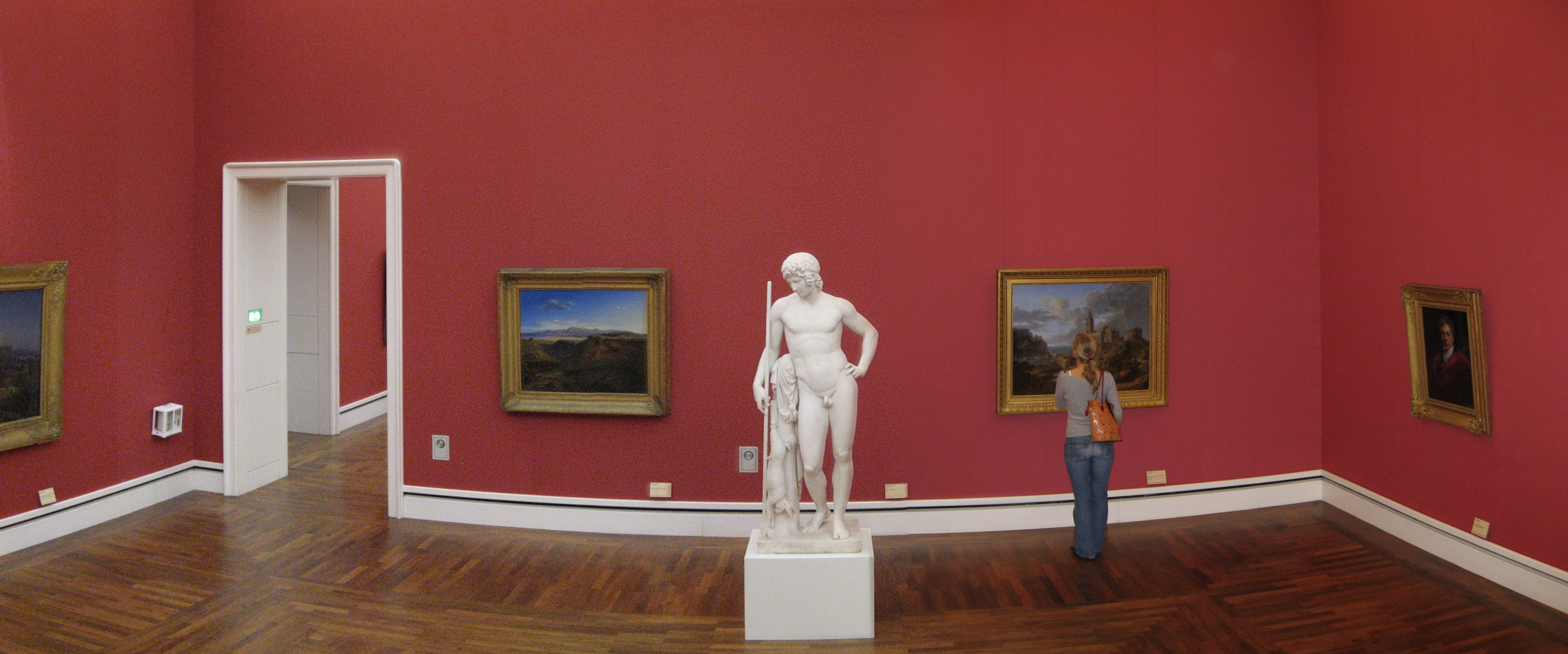

## Galéria

### Festmények

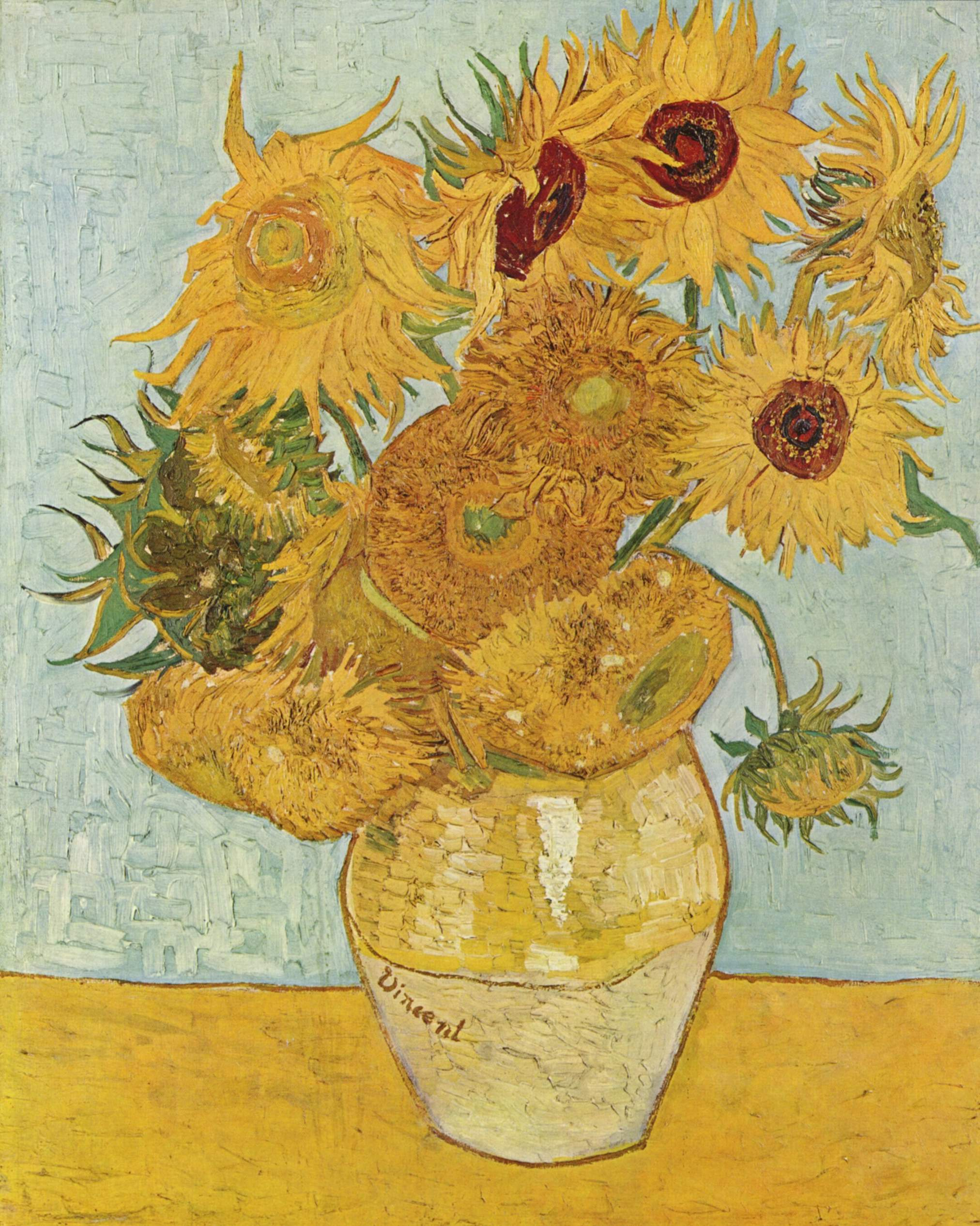
Vincent van Gogh: Csendélet napraforgókkal (1888)
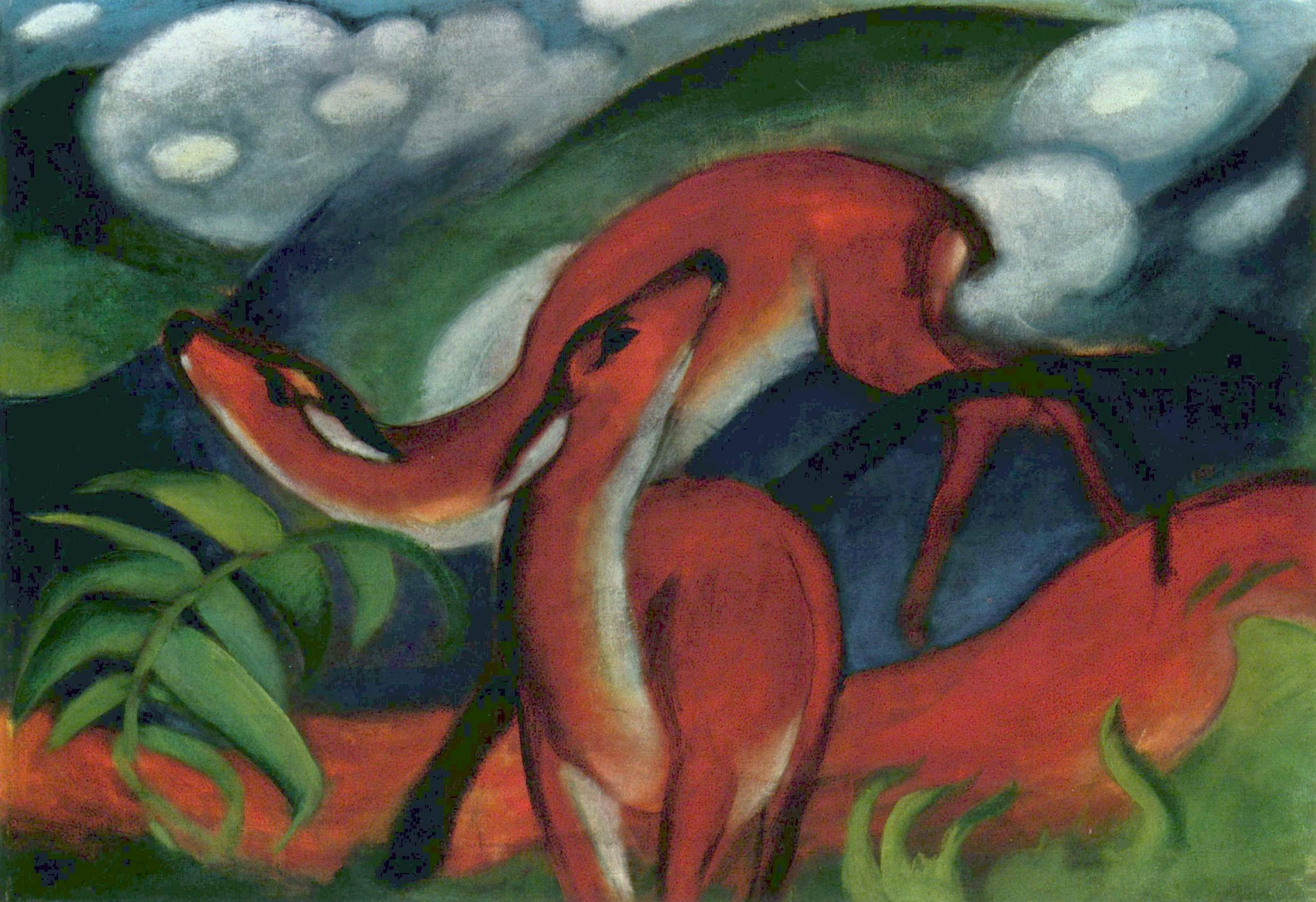
Franz Marc: Gímszarvas II (1912)
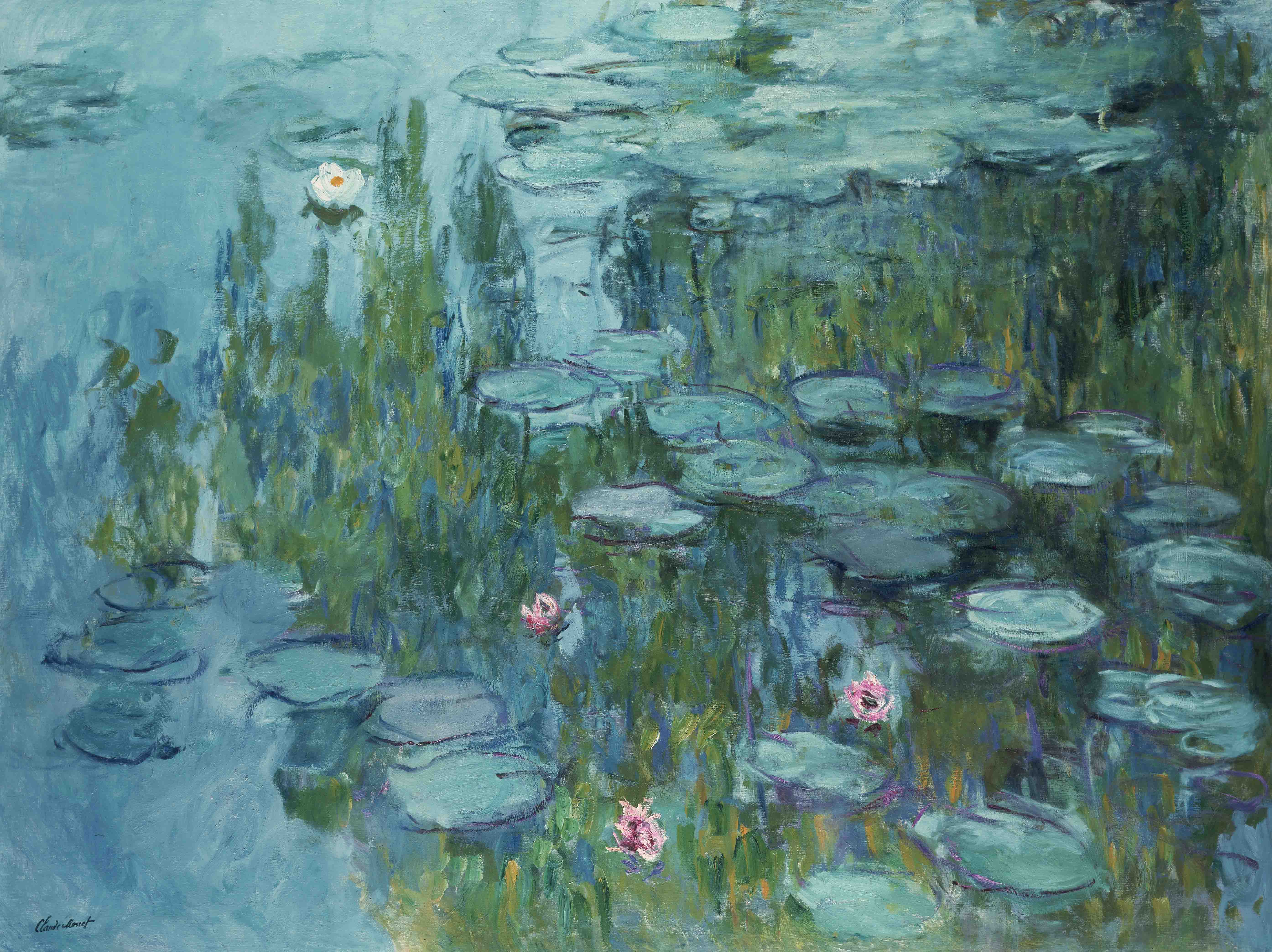
Claude Monet: Tavirózsák (1915)
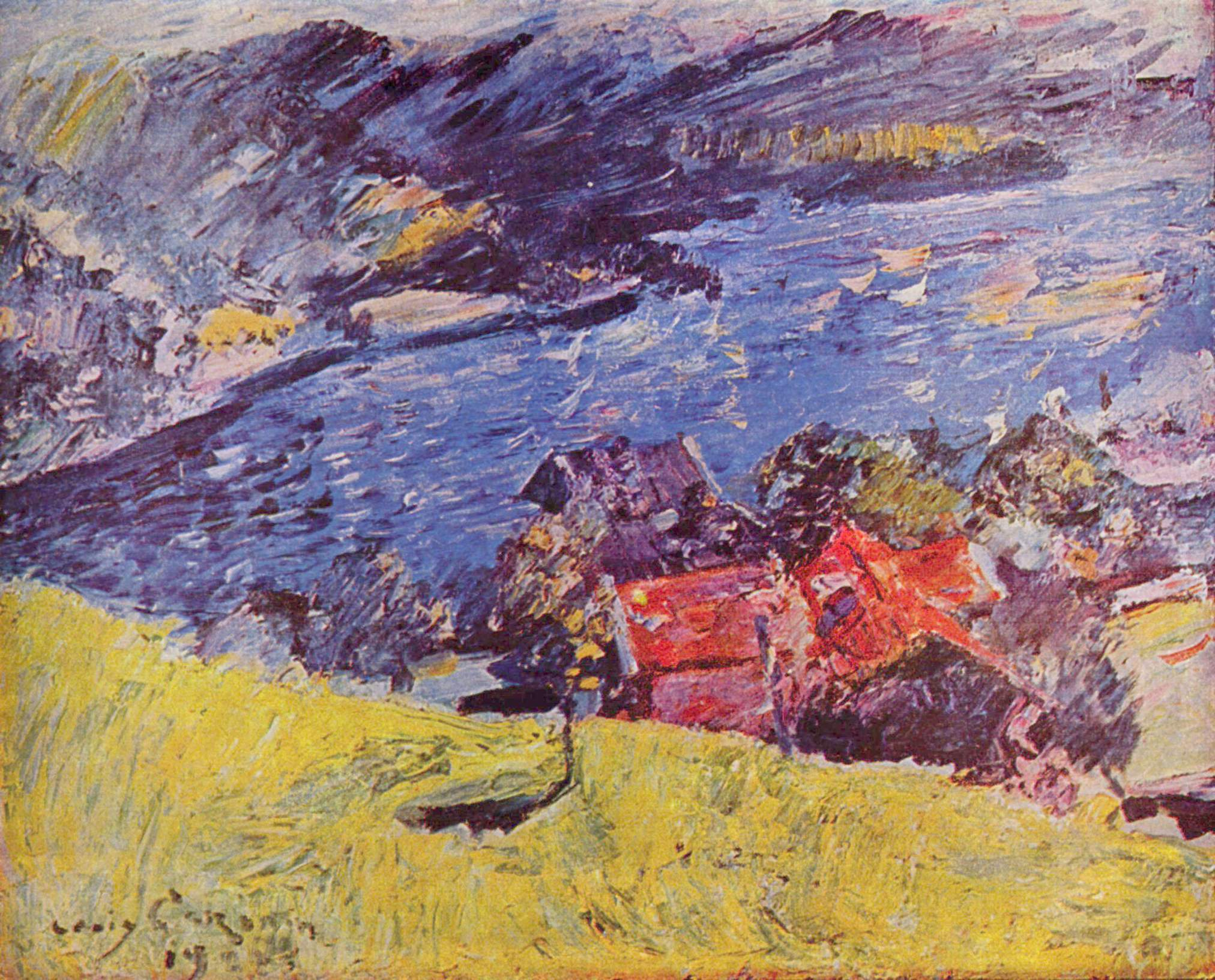
Lovis Corinth: Walchen tó (1924)

### Szobrok

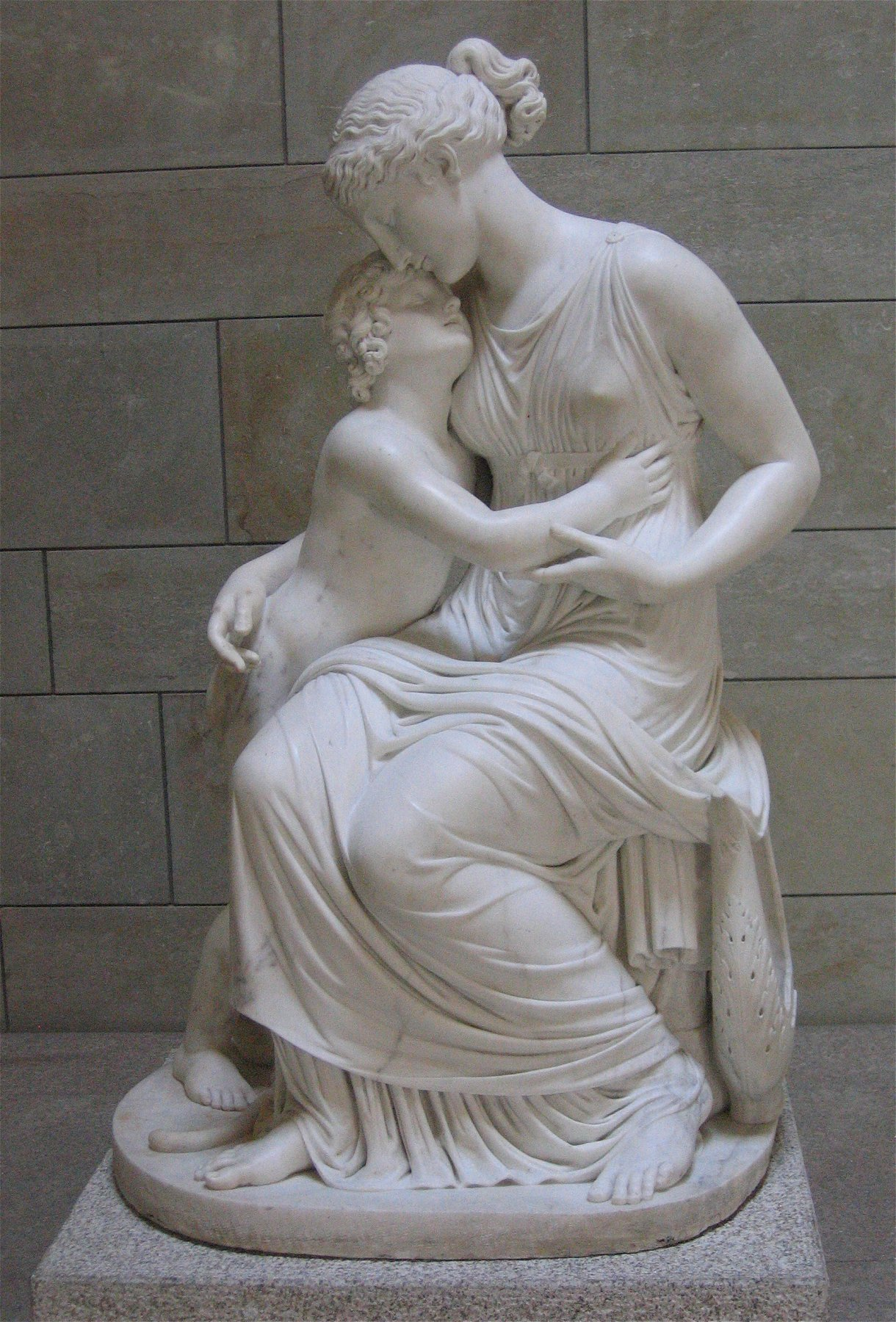
Konrad Eberhard: Cupido és a Múzsa (1807-1811)
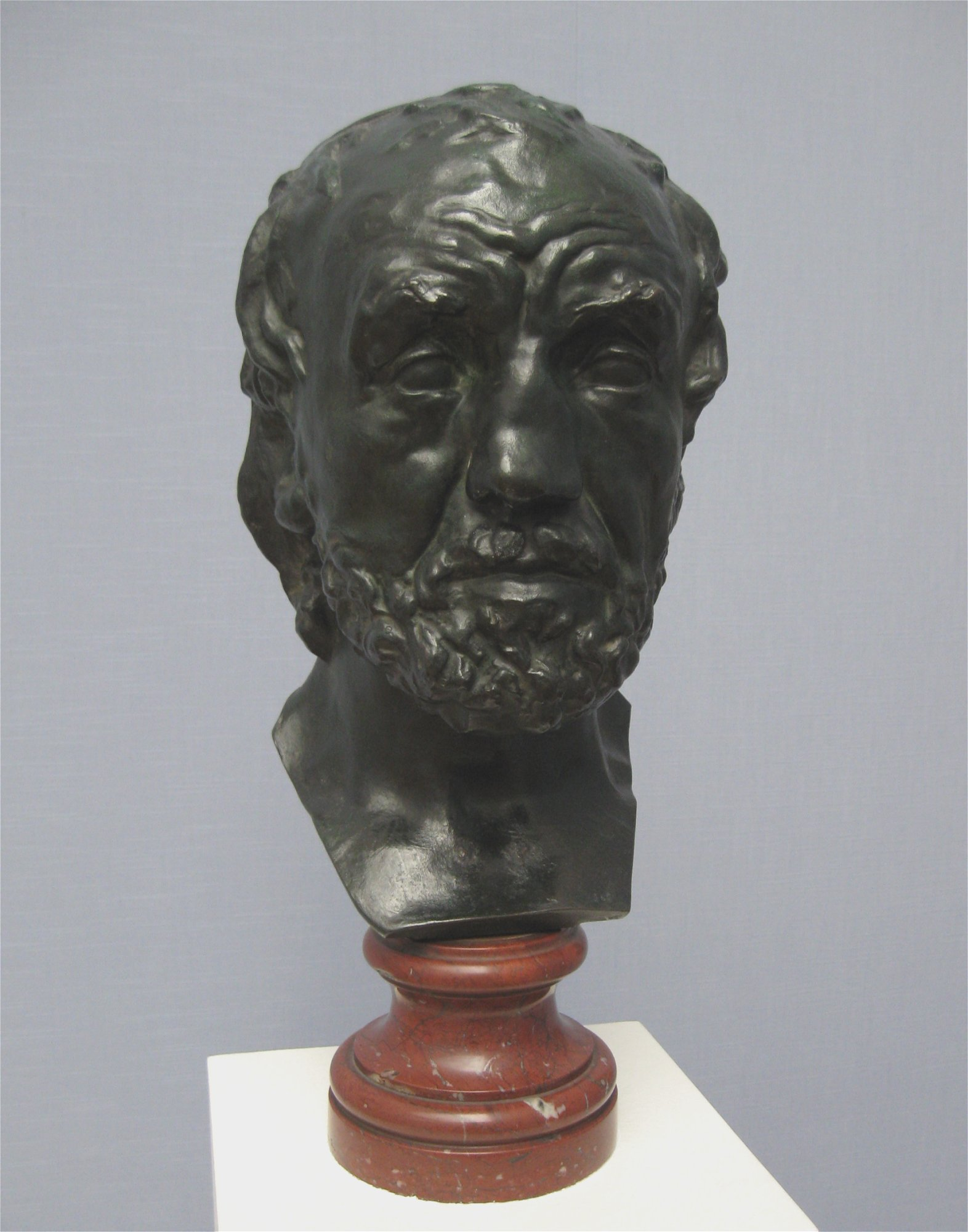
Auguste Rodin: Férfi törött orral (1863)
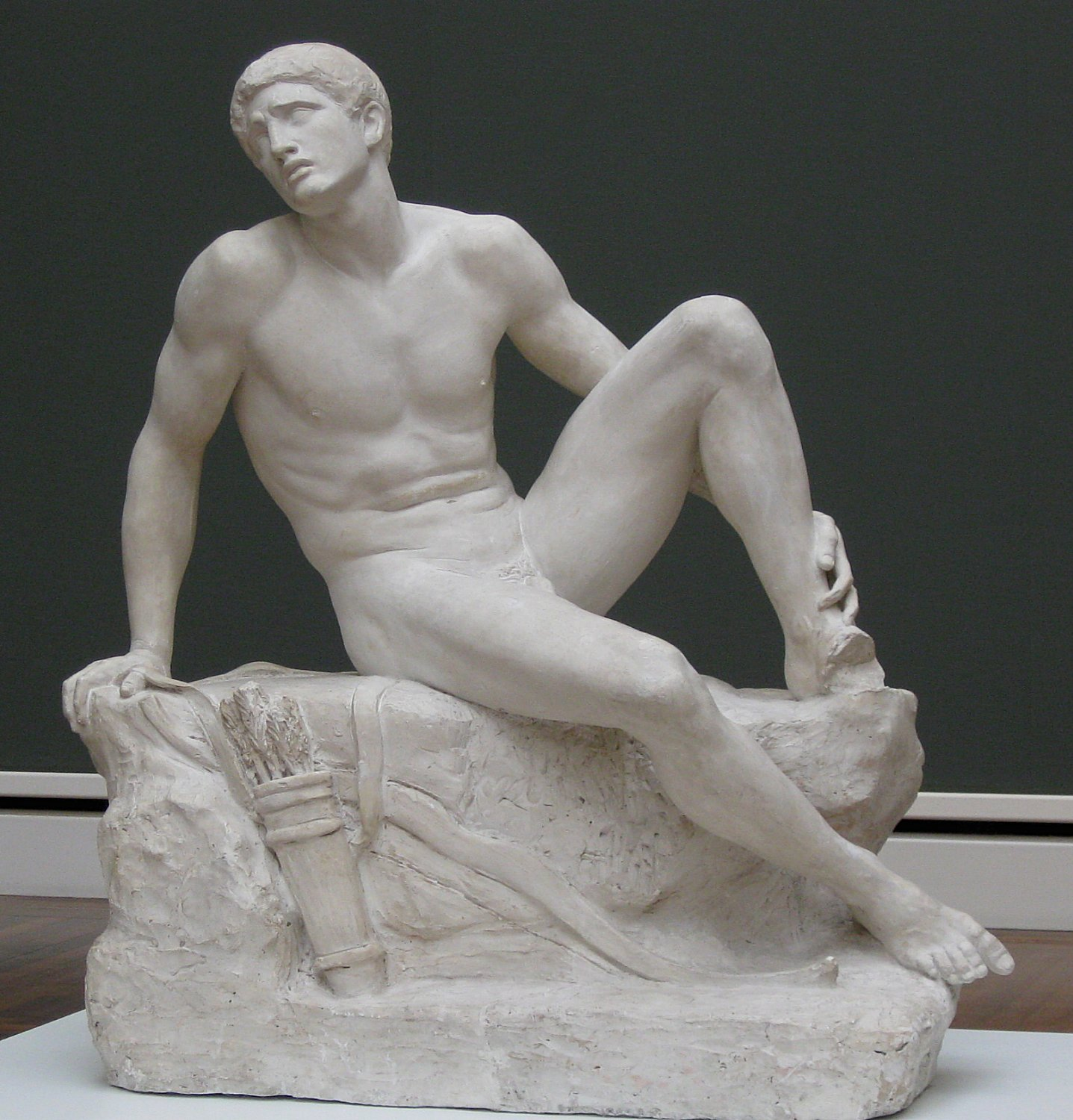
Adolf von Hildebrand: Philoktétész (1886)
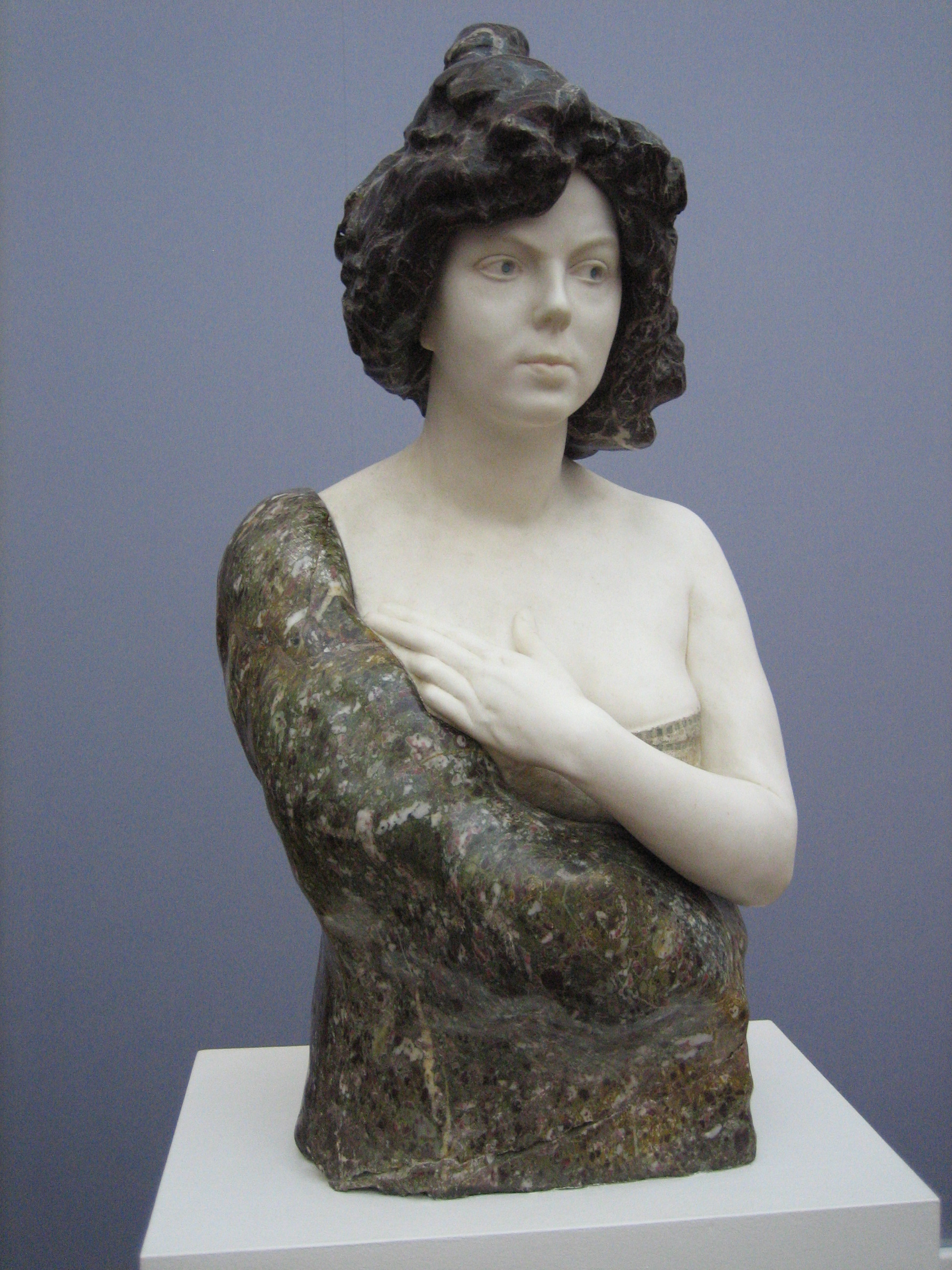
Max Klinger: Elsa Asenijeff (1900)